# ナバホ語の文法
ナバホ語は非常に動詞の多い言語である。なので相対的に名詞の数は少ない。そして動詞や名詞に加えて、接頭語や指示詞、副詞や後置詞に接続詞などと言った様々な要素を持つ。Harry Hoijer は上記の要素をまとめて「助詞」に分類した（つまりナバホ語には動詞、名詞、助詞が存在する）。ナバホ語には形容詞が存在せず、動詞がその機能を持つ。

## 動詞
ナバホ語において動詞は重要である。動詞は語形変化や接頭辞からなり、すべての動詞には少なくとも一つの接頭辞が必要である。接頭辞は順序が決まっている。